# Polònia a la Copa del Món de futbol
Aquest és el registre dels resultats de Polònia a la Copa del Món. Polònia no ha estat mai campiona, encara que ha estat tercera en 2 ocasions: 1974 i 1982.

## Resum d'actuacions
Campions      Finalistes      Tercers      Quarts
| Historial a la Copa del Món | Historial a la Copa del Món | Historial a la Copa del Món | Historial a la Copa del Món | Historial a la Copa del Món | Historial a la Copa del Món | Historial a la Copa del Món | Historial a la Copa del Món | Historial a la Copa del Món |
| Edició                      | Ronda                       | Posició                     | PJ                          | PG                          | PE                          | PP                          | GF                          | GC                          |
| --------------------------- | --------------------------- | --------------------------- | --------------------------- | --------------------------- | --------------------------- | --------------------------- | --------------------------- | --------------------------- |
| 1930                        | No hi participà             | No hi participà             | No hi participà             | No hi participà             | No hi participà             | No hi participà             | No hi participà             | No hi participà             |
| 1934                        | No es classificà            | No es classificà            | No es classificà            | No es classificà            | No es classificà            | No es classificà            | No es classificà            | No es classificà            |
| 1938                        | Round 1                     | 11s                         | 1                           | 0                           | 0                           | 1                           | 5                           | 6                           |
| 1950                        | No hi participà             | No hi participà             | No hi participà             | No hi participà             | No hi participà             | No hi participà             | No hi participà             | No hi participà             |
| 1954                        | Es retirà                   | Es retirà                   | Es retirà                   | Es retirà                   | Es retirà                   | Es retirà                   | Es retirà                   | Es retirà                   |
| 1958                        | No es classificà            | No es classificà            | No es classificà            | No es classificà            | No es classificà            | No es classificà            | No es classificà            | No es classificà            |
| 1962                        | No es classificà            | No es classificà            | No es classificà            | No es classificà            | No es classificà            | No es classificà            | No es classificà            | No es classificà            |
| 1966                        | No es classificà            | No es classificà            | No es classificà            | No es classificà            | No es classificà            | No es classificà            | No es classificà            | No es classificà            |
| 1970                        | No es classificà            | No es classificà            | No es classificà            | No es classificà            | No es classificà            | No es classificà            | No es classificà            | No es classificà            |
| 1974                        | Tercer lloc                 | 3s                          | 7                           | 6                           | 0                           | 1                           | 16                          | 5                           |
| 1978                        | Segona fase                 | 5s                          | 6                           | 3                           | 1                           | 2                           | 6                           | 6                           |
| 1982                        | Tercer lloc                 | 3s                          | 7                           | 3                           | 3                           | 1                           | 11                          | 5                           |
| 1986                        | Vuitens de final            | 14s                         | 4                           | 1                           | 1                           | 2                           | 1                           | 7                           |
| 1990                        | No es classificà            | No es classificà            | No es classificà            | No es classificà            | No es classificà            | No es classificà            | No es classificà            | No es classificà            |
| 1994                        | No es classificà            | No es classificà            | No es classificà            | No es classificà            | No es classificà            | No es classificà            | No es classificà            | No es classificà            |
| 1998                        | No es classificà            | No es classificà            | No es classificà            | No es classificà            | No es classificà            | No es classificà            | No es classificà            | No es classificà            |
| 2002                        | Primera fase                | 25s                         | 3                           | 1                           | 0                           | 2                           | 3                           | 7                           |
| 2006                        | Primera fase                | 21s                         | 3                           | 1                           | 0                           | 2                           | 2                           | 4                           |
| 2010                        | No es classificà            | No es classificà            | No es classificà            | No es classificà            | No es classificà            | No es classificà            | No es classificà            | No es classificà            |
| 2014                        | No es classificà            | No es classificà            | No es classificà            | No es classificà            | No es classificà            | No es classificà            | No es classificà            | No es classificà            |
| 2018                        | Primera fase                | 25s                         | 3                           | 1                           | 0                           | 2                           | 2                           | 5                           |
| 2022                        | Vuitens de final            | 15s                         | 4                           | 1                           | 1                           | 2                           | 3                           | 5                           |
| 2026                        | Pendent                     | Pendent                     | Pendent                     | Pendent                     | Pendent                     | Pendent                     | Pendent                     | Pendent                     |
| 2030                        | Pendent                     | Pendent                     | Pendent                     | Pendent                     | Pendent                     | Pendent                     | Pendent                     | Pendent                     |
| 2034                        | Pendent                     | Pendent                     | Pendent                     | Pendent                     | Pendent                     | Pendent                     | Pendent                     | Pendent                     |
| Total                       | Tercer lloc                 | Tercer lloc                 | 38                          | 17                          | 6                           | 15                          | 49                          | 50                          |

## França 1938

### Vuitens de final
| Brasil                                                 | 6–5 (pr.) | Polònia                                            |
| ------------------------------------------------------ | --------- | -------------------------------------------------- |
| Leônidas 18', 93', 104' · Romeu 25' · Perácio 44', 71' | Report    | Scherfke 23' (p.) · Wilimowski 53', 59', 89', 118' |

## Alemanya Occidental 1974

### Primera fase: Grup 4
| Pos | Equip     | PJ | PG | PE | PP | GF | GC | DG  | Pts | Classificació           |
| --- | --------- | -- | -- | -- | -- | -- | -- | --- | --- | ----------------------- |
| 1   | Polònia   | 3  | 3  | 0  | 0  | 12 | 3  | +9  | 6   | Avança a la segona fase |
| 2   | Argentina | 3  | 1  | 1  | 1  | 7  | 5  | +2  | 3   | Avança a la segona fase |
| 3   | Itàlia    | 3  | 1  | 1  | 1  | 5  | 4  | +1  | 3   |                         |
| 4   | Haití     | 3  | 0  | 0  | 3  | 2  | 14 | −12 | 0   |                         |

| Polònia                    | 3–2     | Argentina                   |
| -------------------------- | ------- | --------------------------- |
| Lato 7', 62' · Szarmach 8' | Informe | Heredia 60' · Babington 66' |

| Haití | 0–7     | Polònia                                                         |
| ----- | ------- | --------------------------------------------------------------- |
|       | Informe | Lato 17', 87' · Deyna 18' · Szarmach 30', 34', 50' · Gorgoń 31' |

| Polònia                  | 2–1     | Itàlia      |
| ------------------------ | ------- | ----------- |
| Szarmach 38' · Deyna 44' | Informe | Capello 85' |

### Segona fase: Grup B
| Pos | Equip               | PJ | PG | PE | PP | GF | GC | DG | Pts | Classificació                    |
| --- | ------------------- | -- | -- | -- | -- | -- | -- | -- | --- | -------------------------------- |
| 1   | Alemanya Occidental | 3  | 3  | 0  | 0  | 7  | 2  | +5 | 6   | Avança a la final                |
| 2   | Polònia             | 3  | 2  | 0  | 1  | 3  | 2  | +1 | 4   | Avança al partit pel tercer lloc |
| 3   | Suècia              | 3  | 1  | 0  | 2  | 4  | 6  | −2 | 2   |                                  |
| 4   | Iugoslàvia          | 3  | 0  | 0  | 3  | 2  | 6  | −4 | 0   |                                  |

| Suècia | 0–1     | Polònia  |
| ------ | ------- | -------- |
|        | Informe | Lato 43' |

| Polònia                   | 2–1     | Iugoslàvia |
| ------------------------- | ------- | ---------- |
| Deyna 24' (p.) · Lato 62' | Informe | Karasi 43' |

| Polònia | 0–1     | Alemanya Occidental |
| ------- | ------- | ------------------- |
|         | Informe | Müller 76'          |

### Partit pel tercer lloc
| Brasil | 0–1     | Polònia  |
| ------ | ------- | -------- |
|        | Informe | Lato 76' |

## Argentina 1978

### Primera fase: Grup 2
| Pos | Equip               | PJ | PG | PE | PP | GF | GC | DG  | Pts | Classificació           |
| --- | ------------------- | -- | -- | -- | -- | -- | -- | --- | --- | ----------------------- |
| 1   | Polònia             | 3  | 2  | 1  | 0  | 4  | 1  | +3  | 5   | Avança a la segona fase |
| 2   | Alemanya Occidental | 3  | 1  | 2  | 0  | 6  | 0  | +6  | 4   | Avança a la segona fase |
| 3   | Tunísia             | 3  | 1  | 1  | 1  | 3  | 2  | +1  | 3   |                         |
| 4   | Mèxic               | 3  | 0  | 0  | 3  | 2  | 12 | −10 | 0   |                         |

| Alemanya Occidental | 0–0     | Polònia |
| ------------------- | ------- | ------- |
|                     | Informe |         |

| Polònia  | 1–0     | Tunísia |
| -------- | ------- | ------- |
| Lato 43' | Informe |         |

| Polònia                     | 3–1     | Mèxic      |
| --------------------------- | ------- | ---------- |
| Boniek 43', 84' · Deyna 56' | Informe | Rangel 52' |

### Segona fase: Grup B
| Pos | Equip     | PJ | PG | PE | PP | GF | GC | DG  | Pts | Classificació                    |
| --- | --------- | -- | -- | -- | -- | -- | -- | --- | --- | -------------------------------- |
| 1   | Argentina | 3  | 2  | 1  | 0  | 8  | 0  | +8  | 5   | Avança a la final                |
| 2   | Brasil    | 3  | 2  | 1  | 0  | 6  | 1  | +5  | 5   | Avança al partit pel tercer lloc |
| 3   | Polònia   | 3  | 1  | 0  | 2  | 2  | 5  | −3  | 2   |                                  |
| 4   | Perú      | 3  | 0  | 0  | 3  | 0  | 10 | −10 | 0   |                                  |

| Argentina       | 2–0     | Polònia |
| --------------- | ------- | ------- |
| Kempes 16', 71' | Informe |         |

| Perú | 0–1     | Polònia         |
| ---- | ------- | --------------- |
|      | Informe | A. Szarmach 65' |

| Brasil                                  | 3–1     | Polònia  |
| --------------------------------------- | ------- | -------- |
| Nelinho 13' · Roberto Dinamite 58', 63' | Informe | Lato 45' |

## Espanya 1982

### Primera fase: Grup 1
| Pos | Equip   | PJ | PG | PE | PP | GF | GC | DG | Pts | Classificació           |
| --- | ------- | -- | -- | -- | -- | -- | -- | -- | --- | ----------------------- |
| 1   | Polònia | 3  | 1  | 2  | 0  | 5  | 1  | +4 | 4   | Avança a la segona fase |
| 2   | Itàlia  | 3  | 0  | 3  | 0  | 2  | 2  | 0  | 3   | Avança a la segona fase |
| 3   | Camerun | 3  | 0  | 3  | 0  | 1  | 1  | 0  | 3   |                         |
| 4   | Perú    | 3  | 0  | 2  | 1  | 2  | 6  | −4 | 2   |                         |

| Itàlia | 0–0     | Polònia |
| ------ | ------- | ------- |
|        | Informe |         |

| Polònia | 0–0     | Camerun |
| ------- | ------- | ------- |
|         | Informe |         |

| Polònia                                                        | 5–1     | Perú        |
| -------------------------------------------------------------- | ------- | ----------- |
| Smolarek 55' · Lato 58' · Boniek 61' · Buncol 68' · Ciołek 76' | Informe | La Rosa 83' |

### Segona fase: Grup A
| Pos | Equip          | PJ | PG | PE | PP | GF | GC | DG | Pts | Classificació          |
| --- | -------------- | -- | -- | -- | -- | -- | -- | -- | --- | ---------------------- |
| 1   | Polònia        | 2  | 1  | 1  | 0  | 3  | 0  | +3 | 3   | Avança a la fase final |
| 2   | Unió Soviètica | 2  | 1  | 1  | 0  | 1  | 0  | +1 | 3   |                        |
| 3   | Bèlgica        | 2  | 0  | 0  | 2  | 0  | 4  | −4 | 0   |                        |

| Polònia             | 3–0     | Bèlgica |
| ------------------- | ------- | ------- |
| Boniek 4', 26', 53' | Informe |         |

| Unió Soviètica | 0–0     | Polònia |
| -------------- | ------- | ------- |
|                | Informe |         |

### Fase final

#### Semifinal
| Polònia | 0–2     | Itàlia         |
| ------- | ------- | -------------- |
|         | Informe | Rossi 22', 73' |

#### Partit pel tercer lloc
| Polònia                                     | 3–2     | França                   |
| ------------------------------------------- | ------- | ------------------------ |
| Szarmach 40' · Majewski 44' · Kupcewicz 46' | Informe | Girard 13' · Couriol 72' |

## Mèxic 1986

### Primera fase: Grup F
| Pos | Equip      | PJ | PG | PE | PP | GF | GC | DG | Pts | Classificació                      |
| --- | ---------- | -- | -- | -- | -- | -- | -- | -- | --- | ---------------------------------- |
| 1   | Marroc     | 3  | 1  | 2  | 0  | 3  | 1  | +2 | 4   | Avança a la fase final             |
| 2   | Anglaterra | 3  | 1  | 1  | 1  | 3  | 1  | +2 | 3   | Avança a la fase final             |
| 3   | Polònia    | 3  | 1  | 1  | 1  | 1  | 3  | −2 | 3   | Opta a una plaça per la fase final |
| 4   | Portugal   | 3  | 1  | 0  | 2  | 2  | 4  | −2 | 2   |                                    |

| Marroc | 0–0     | Polònia |
| ------ | ------- | ------- |
|        | Informe |         |

| Polònia      | 1–0     | Portugal |
| ------------ | ------- | -------- |
| Smolarek 68' | Informe |          |

| Anglaterra           | 3–0     | Polònia |
| -------------------- | ------- | ------- |
| Lineker 9', 14', 34' | Informe |         |

#### Tria dels millors tercers
| Pos | Equip            | PJ | PG | PE | PP | GF | GC | DG | Pts | Classificació          |
| --- | ---------------- | -- | -- | -- | -- | -- | -- | -- | --- | ---------------------- |
| 1   | Bèlgica          | 3  | 1  | 1  | 1  | 5  | 5  | 0  | 3   | Avança a la fase final |
| 2   | Polònia          | 3  | 1  | 1  | 1  | 1  | 3  | −2 | 3   | Avança a la fase final |
| 3   | Bulgària         | 3  | 0  | 2  | 1  | 2  | 4  | −2 | 2   | Avança a la fase final |
| 4   | Uruguai          | 3  | 0  | 2  | 1  | 2  | 7  | −5 | 2   | Avança a la fase final |
| 5   | Hongria          | 3  | 1  | 0  | 2  | 2  | 9  | −7 | 2   |                        |
| 6   | Irlanda del Nord | 3  | 0  | 1  | 2  | 2  | 6  | −4 | 1   |                        |

### Segona fase

#### Vuitens de final
| Brasil                                                         | 4–0     | Polònia |
| -------------------------------------------------------------- | ------- | ------- |
| Sócrates 30' (p.) · Josimar 55' · Edinho 79' · Careca 83' (p.) | Informe |         |

## Rússia 2018

### Primera fase: Grup H
| Pos | Equip    | PJ | PG | PE | PP | GF | GC | DG | Pts | Classificació        |
| --- | -------- | -- | -- | -- | -- | -- | -- | -- | --- | -------------------- |
| 1   | Colòmbia | 3  | 2  | 0  | 1  | 5  | 2  | +3 | 6   | Avança a segona fase |
| 2   | Japó     | 3  | 1  | 1  | 1  | 4  | 4  | 0  | 4   | Avança a segona fase |
| 3   | Senegal  | 3  | 1  | 1  | 1  | 4  | 4  | 0  | 4   |                      |
| 4   | Polònia  | 3  | 1  | 0  | 2  | 2  | 5  | −3 | 3   |                      |

| Polònia        | 1–2     | Senegal                       |
| -------------- | ------- | ----------------------------- |
| Krychowiak 86' | Informe | Cionek 37' (p.p.) · Niang 60' |

| Polònia | 0–3     | Colòmbia                                |
| ------- | ------- | --------------------------------------- |
|         | Informe | Y. Mina 40' · Falcao 70' · Cuadrado 75' |

| Japó | 0–1     | Polònia      |
| ---- | ------- | ------------ |
|      | Informe | Bednarek 59' |